# Omsättning
Med omsättning avses ett företags eller en organisations totala försäljning (såväl kontant som fakturerad) under en viss tidsperiod, vanligen per år. Notera att omsättning inte är samma sak som vinst då utgifter ej räknas bort från omsättningen. Omsättningen uttrycks vanligtvis i en valuta, men kan också anges i enheter, till exempel kilogram eller liter. I allmänhet räknar man inte in mervärdesskatt i omsättningen. 
Med nettoomsättning avses intäkter från sålda varor och utförda tjänster som ingår i företagets normala verksamhet med avdrag för lämnade rabatter, mervärdesskatt och annan skatt som är direkt knuten till omsättningen.
Personalomsättning är hur ofta personalen byts ut. I ett företag med hög personalomsättning byts styrkan ut snabbt, i ett med låg byts den ut långsamt. Personalomsättningen är inte förmågan att byta ut personalen, utan det faktiska utbytandet som sker under en viss period.
Omsättning används även i betydelsen förnyelse av en kredit genom att ersätta den med en ny revers med senare förfallodag.